# Dvojice (Zdeněk Palcr)
Dvojice je plastika od sochaře Zdeňka Palcra, která byla původně umístěna v Praze ve Vokovicích na sídlišti Červený Vrch a později přemístěna do Dendrologické zahrady v Průhonicích.

## Historie
Plastika vznikla v letech 1968–1970 jako jedna z několika uměleckých děl umístěných podél bývalé Leninovy třídy (Evropská) vedoucí z Vítězného náměstí k ruzyňskému letišti při její rekonstrukci. Byla vysoutěžena pro osazení na konečné zastávce tramvaje č. 23 na Červeném Vrchu.
Výtvarné řešení úseku Kladenská–Velvarská
Součástí rekonstrukce Leninovy třídy v letech 1964–1972 byl vznik několika uměleckých děl, například „Setkání u studny“ od Bedřicha Stefana, „Dutá torza“ od Aleše Grima, „Adam a Eva“ od Zdeňka Šimka, „Tři postavy“ od Miloslava Chlupáče, vjezdová brána Vokovického hřbitova od Josefa Symona umístěná v kubizujícím oplocení z pohledového betonu od architekta Stanislava Hubičky, „Kamenný květ“ od Zdeny Fibichové nebo „Vzlet“ autorů Valeriána Karouška a Jiřího Nováka.